# 長尾雄治
長尾 雄治（ながお ゆうじ、1907年5月27日 - 生没不明）は、日本の陸上競技選手。専門はハンマー投。明治大学在学中に1932年ロサンゼルスオリンピックに出場した。

## 経歴
『日本スポーツ人名辞典 昭和8年版』によれば北海道小樽市生まれ。オリンピック出場時の『日伯新聞』によれば「小樽商出」（で明治大学在籍）とある。
明治大学に入学。1927年（昭和2年）、日本陸上競技選手権大会ハンマー投で優勝。以後、1930年・1931年と日本選手権を制した。明治大学競走部に属する長尾雄治・落合正義・古山一郎はハンマー投で競い合い「明治大学のハンマートリオ」と呼ばれたという。
1932年（昭和7年）、明治大学競走部主将。1932年（昭和7年）4月29日、関東選手権で47.58mの日本記録を出した。この記録は翌月落合正義に塗り替えられたが、6月18日の四大学対抗戦で48.36mを投擲、再度日本記録を更新した。1932年、ロサンゼルスオリンピックに男子ハンマー投げで出場、10位。1933年（昭和8年）、明治大学を卒業。